# Base aérienne de Borovitsy
Pribytki (également nord Polotosk) est une base aérienne en Biélorussie située dans le Voblast de Homiel, à 16 km au bord-ouest de Polotsk. 
Dans les années 1980 le 276e régiment d’hélicoptère y est stationné puis le 5e Corps d'armée de la garde de 1982 à 88, le Commandement opérationnel du Nord-Ouest de 1988 à 1992.

## Situation
| Minsk-2 Orcha Brest Homiel · Gomel Hrodna · Grodno Mahiliow · Moguilev Zyabrovka Lida Baranavitchy Borovitsy Matchoulichtchi Chtchoutchyn |